# ایپریل وینچل
اِیپریل وینچل فولی (انگلیسی: April Winchell؛ زادهٔ ۴ ژانویهٔ ۱۹۶۰) یک هنرپیشه، صداپیشه، نویسنده و مجری رادیو اهل ایالات متحده آمریکا است. وی از سال ۱۹۷۲ میلادی تاکنون مشغول فعالیت بوده‌است.

## گزیدهٔ آثار

### سینما
- من نفرت‌انگیز ۲ (۲۰۱۳)
- دانشگاه هیولاها (۲۰۱۳)
- تارزان و جین (۲۰۰۲)
- مورچه‌ای به نام زی (۱۹۹۸)
- چه کسی برای راجر رابیت پاپوش دوخت؟ (۱۹۸۸)

### تلویزیون
- هیولاها علیه بیگانگان (۲۰۱۳)
- پاندای کونگ‌فوکار: افسانه‌های شگفت‌انگیز (۲۰۱۳)
- آبشار جاذبه (۲۰۱۲)
- لیلو و استیچ (۲۰۰۶–۲۰۰۳)